# اتصال ذو اتجاهين
تستخدم الاتصالات ذات الاتجاهين للتفاوض حول قضايا عامة وحل النزاعات وتعزيز التفاهم المشترك والاحترام بين التنظيمات والعامة.

## الاتصالات ذات الاتجاهين في العلاقات العامة
ثمة أنواع مختلفة من الاتصال ذي الاتجاهين في العلاقات العامة، متماثلة وغير متماثلة.

### الاتصالات ذات الاتجاهين غير المتماثلة
- توظّف وسائل العلوم الاجتماعية لتطوير المزيد من الاتصالات المقنعة[1]
- تركز بشكل عام على تحقيق تغير  قصير الأمد في المواقف.
- تتضمن العديد من ردود أفعلا الجمهور المستهدف والعامة.
- تستخدمها المؤسسات المهتمة في وجود علاقات حول طرق التفكير المستخدمة فيها بدلاً من تغيير سياساتها أو وجهات النظر التي تتبناها.

### الاتصالات ذات الاتجاهين المتماثلة
- تعتمد على الاتصالات ذات الاتجاهين المفتوحة والموثوقة وعلى مبدأ «خذ وأعطِ» المشترك بدلاً من الإقناع من طرف واحد.
- تركز على الاحترام والجهود المشتركة لتحقيق التفاهم المشترك.
- تؤكد على أهمية التفاوض ومدى الاستعداد لتقبُّل وتقديم تنازلات.
- تتطلب إشراك التنظيمات المختلفة في العلاقات العامة، حتى تكون على استعداد لإجراء تعديلات كبيرة في طريقة عملها من أجل استيعاب الرأي العام.
- يبدو أن الاتصالات ذات الاتجاهين تستخدم من قبل المنظمات غير الربحية والوكالات الحكومية والأعمال المنظمة أكثر مما تستخدم في الشركات التنافسية التي تسعى لتحقيق أرباح مالية.[2]

الاتصالات ذات الاتجاهين هي أحد أشكال التراسل الذي يتبادل فيه الطرفان المعلومات. وتتخذ الاتصالات ذات الاتجاهين عدة أشكال، منها:
- الاتصالات الراديوية، خدمات راديو العائلة
- غرف الدردشة والرسائل الفورية
- شبكات الحاسوب
- تواصل وجهاً لوجهه
- محادثات هاتفية